# 1994 GL
1994 GL – planetoida z grupy Atena należąca do obiektów NEO.

## Odkrycie
1994 GL została odkryta w kwietniu 1994 roku. Nazwa planetoidy jest oznaczeniem tymczasowym, nie posiada też jeszcze oficjalnej numeracji.

## Orbita
1994 GL okrąża Słońce w ciągu 207 dni w średniej odległości 0,68 j.a. Planetoida ta z racji trajektorii swojej orbity przez większą część obiegu wokół Słońca znajduje się bliżej gwiazdy niż Wenus, ma również czas obiegu krótszy. Półoś wielka planetoidy wynosi 0,6844 j.a a Wenus 0,7233 j.a. Czas obiegu Wenus wokół Słońca jest dłuższy o ok. 17 dni niż czas obiegu 1994 GL.